# Feltia californiae
Feltia californiae là một loài bướm đêm trong họ Noctuidae.